# White Swan
White Swan és una concentració de població designada pel cens dels Estats Units a l'estat de Washington. Segons el cens del 2000 tenia 3.033 habitants.

## Demografia
Segons el cens del 2000, White Swan tenia 3.033 habitants, 775 habitatges, i 658 famílies. La densitat de població era d'11,3 habitants per km².
Dels 775 habitatges en un 49,4% hi vivien nens de menys de 18 anys, en un 55,2% hi vivien parelles casades, en un 18,6% dones solteres, i en un 15% no eren unitats familiars. En el 10,8% dels habitatges hi vivien persones soles el 4% de les quals corresponia a persones de 65 anys o més que vivien soles. El nombre mitjà de persones vivint en cada habitatge era de 3,91 i el nombre mitjà de persones que vivien en cada família era de 4,15.
Per edats la població es repartia de la següent manera: un 40% tenia menys de 18 anys, un 9,9% entre 18 i 24, un 26,4% entre 25 i 44, un 18% de 45 a 60 i un 5,7% 65 anys o més.
L'edat mediana era de 25 anys. Per cada 100 dones de 18 o més anys hi havia 101,4 homes.
La renda mediana per habitatge era de 35.189 $ i la renda mediana per família de 35.333 $. Els homes tenien una renda mediana de 31.250 $ mentre que les dones 22.763 $. La renda per capita de la població era de 10.623 $. Aproximadament el 23,8% de les famílies i el 27% de la població estaven per davall del llindar de pobresa.

## Poblacions més properes
El següent diagrama mostra les poblacions més properes.